# Christoph Großjohann
Christoph Hartwig Großjohann (* 16. April 1882 in Halle (Westf.); † 12. September 1953 in Düsseldorf) war ein deutscher Straßenbauingenieur.

## Werdegang
Großjohann wurde als Sohn des Orgelbauers und Komponisten Friedrich Großjohann (1844–1927) und der Marie Tremper (1853–1915) geboren. Er studierte Bauingenieurwesen an der Technischen Hochschule Hannover und schloss 1905 mit der Diplomprüfung ab.
Danach trat er in den Staatsbaudienst ein und 1908 folgte seine Ernennung zum Regierungsbaumeister. Von 1909 bis 1911 leitete er als Angestellter der Stadt Frankfurt am Main das Baubüro zur Errichtung des Osthafens. Von 1919 an war er in Krefeld Leiter des Tiefbauamtes II. Nach Tätigkeit als Leiter des Landesstraßenbauamtes Krefeld war er von 1925 an als Dezernent bei der Provinzial-Straßenbauverwaltung der Rheinprovinz. Nach Ende des Zweiten Weltkriegs übernahm er die Leitung der Behörde.   
1946 wurde er als stellvertretender Generaldirektor und Leiter der Abteilung Straßenbau an die Straßenbau- und Verkehrsdirektion in Bielefeld berufen, aus der später die Hauptverwaltung für Straßen der vereinigten britischen und amerikanischen Besatzungszone wurde. 1947 ging er in den Ruhestand. Im gleichen Jahr wurde er zum Präsidenten der Forschungsgesellschaft für das Straßenwesen gewählt.

## Ehrungen
- 1952: Ehrendoktor der RWTH Aachen
- 1952: Großes Verdienstkreuz der Bundesrepublik Deutschland